# Wang Chuanfu

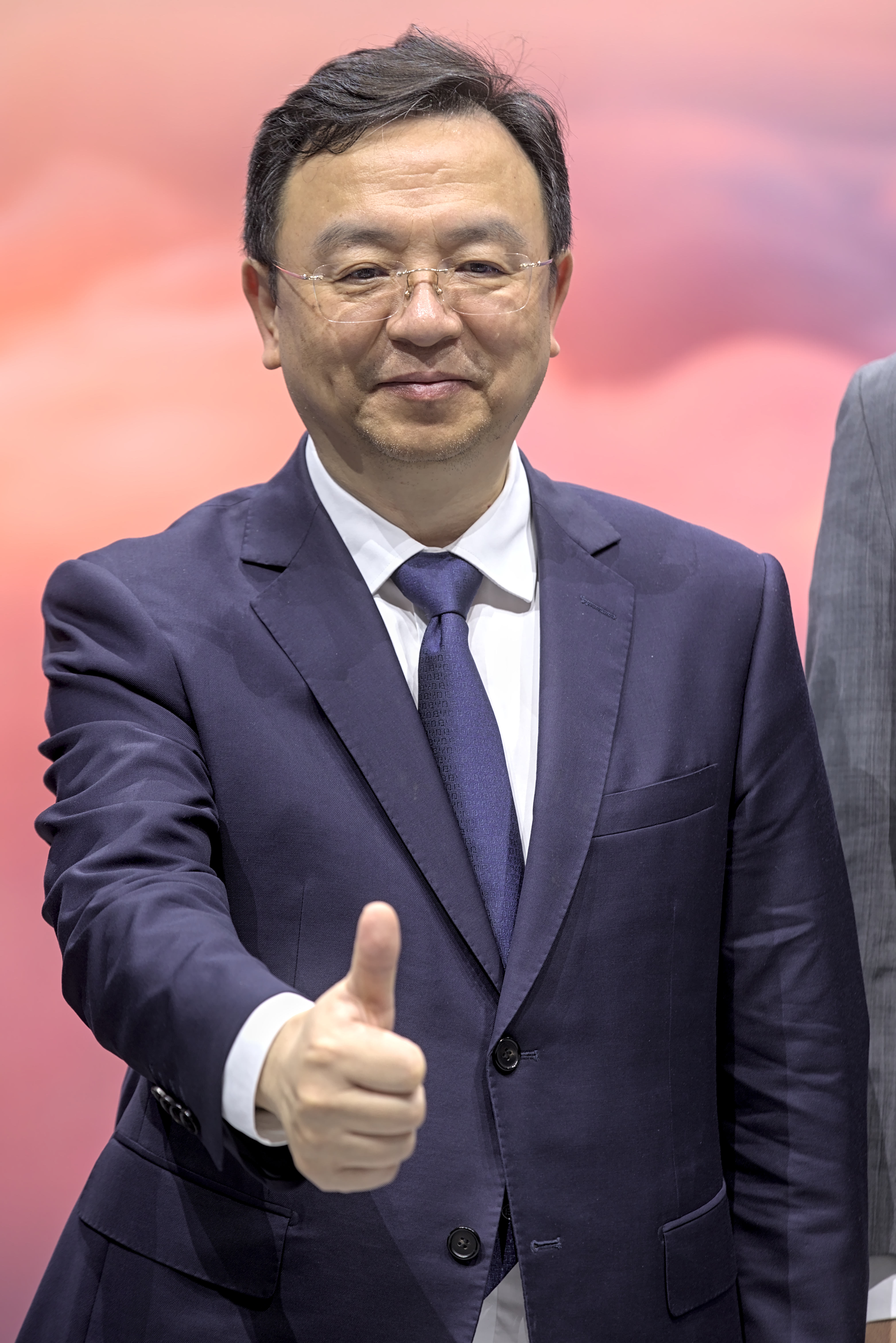
Wang Chuanfu auf der IAA 2023

Wang Chuanfu (chinesisch 王傳福 / 王传福, Pinyin Wáng Chuánfú; *  1966 in Wuhu, Provinz Anhui) ist ein Industrieller der Volksrepublik China. Er ist Gründer und Präsident der BYD Company Limited.

## Leben
Wang Chuanfu wuchs als Sohn einer Bauernfamilie auf. Seine Eltern verstarben bereits in seiner Kindheit, daher wurde er von seinem Bruder und seiner Schwester aufgezogen. Er studierte Chemie an der Zhongnan Gongye Daxue (中南工业大学 Technische Universität Zentral- und Südchinas). Seinen Master erhielt Wang Chuanfu 1990 am Beijing Youse Jinshu Yanjiu Zongyuan (北京有色金属研究总院 Pekinger Nichteisenmetall-Forschungsinstitut).

## Wirken
Ab 1990 war Wang Chuanfu als Forscher in einem Staatsunternehmen tätig, war aber mit den begrenzten finanziellen Möglichkeiten unzufrieden. Daher machte er sich 1995 selbständig. Sein Startkapital, das er sich von Verwandten geliehen hatte, betrug 300.000 US-Dollar. Damit begann er, in einer kleinen Fabrik mit 20 Mitarbeitern in Buji Town, einem Ort im Bezirk Longgang der chinesischen Stadt Shenzhen, wiederaufladbare Batterien zu produzieren.
Im Jahr 2003 kaufte er den angeschlagenen staatlichen Automobilhersteller Xi’an Tsinchuan Auto Co., Ltd. (西安秦川汽车有限公司 Xī’ān Qínchuān Qìchē Yǒuxiàn Gōngsī) und gründete die Tochtergesellschaft BYD Auto.

## Varia
Auf der Milliardärsliste des Forbes Magazine nimmt er 2022 mit einem geschätzten Vermögen von 19,5 Mrd. US-Dollar Platz 83 ein. Damit liegt er auf Platz 13 der Liste der reichsten Chinesen.